# Cinq-mâts

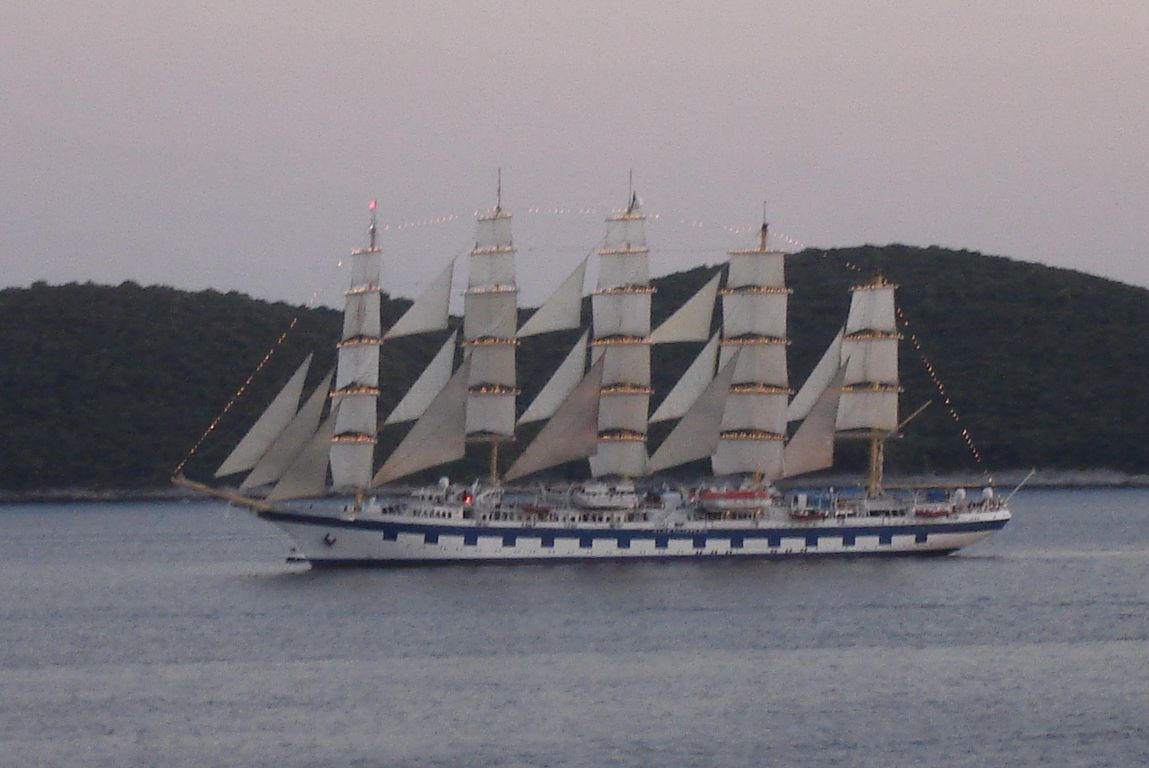
Le Royal Clipper

Un cinq-mâts (five-masted ship ou five-mast ship en anglais) est un navire à voiles doté de cinq mâts, soit d'avant en arrière le mât de misaine, le grand mât avant, le grand mât central, le grand mât arrière et le mât d'artimon.

## Classification
Comme les autres voiliers à plusieurs mâts, les cinq-mâts se subdivisent en :
- Le cinq-mâts barque porte des phares carrés sur quatre mâts et le mât d'artimon porte une voile à corne surmontée d'un flèche.
- Le cinq-mâts carré porte des phares carrés sur ses cinq mâts.
- Le cinq-mâts goélette porte un phare carré sur le mat de misaine.
- La goélette à cinq-mâts correspond au five-masted schooner en anglais.

## Voiles/Gréement d'un cinq-mâts carré
Mâts
A. Mât de Misaine

B. Grand Mât Avant

C. Grand Mât Central

D. Grand Mât Arrière

E. Mât d'Artimon
Voiles
1. Clin Foc
2. Grand Foc
3. Faux Foc
4. Petit Foc
5. Voile d’étai de Grand Cacatois Avant
6. Voile d’étai de Grand Perroquet Avant
7. Grand Voile d’étai Avant
8. Voile d’étai de Grand Cacatois Central
9. Voile d’étai de Grand Perroquet Central
10. Grand Voile d’étai Central
11. Voile d’étai de Cacatois Arrière
12. Voile d’étai de Perroquet Arrière
13. Grand Voile d’étai Arrière
14. Diablotin (voile d’étai de perruche)
15. Voile d’étai d’Artimon
16. Petit Perroquet Supérieur
17. Petit Perroquet Inférieur
18. Petit Hunier Supérieur
19. Petit Hunier Inférieur
20. Misaine
21. Grand Cacatois Avant
22. Grand Perroquet Supérieur Avant
23. Grand Perroquet Inférieur Avant
24. Grand Hunier Supérieur Avant
25. Grand Hunier Inférieur Avant
26. Grand Voile Avant
27. Grand Cacatois Central
28. Grand Perroquet Supérieur Central
29. Grand Perroquet Inférieur Central
30. Grand Hunier Supérieur Central
31. Grand Hunier Inférieur Central
32. Grand Voile Central
33. Grand Perroquet Supérieur Arrière
34. Grand Perroquet Inférieur Arrière
35. Grand Hunier Supérieur Arrière
36. Grand Hunier Inférieur Arrière
37. Grand Voile Arrière
38. Perruche
39. Perroquet de Fougue Supérieur
40. Perroquet de Fougue Inférieur
41. Voile Barrée
42. Brigantine

## Exemple de Cinq-mâts
Concernant les cinq-mats goélette, 146 ont été construits :
- 75 cinq-mats goélette sans moteurs construit entre 1896 et 1922[1]
- 71 cinq-mats goélette avec moteurs auxiliaire construit entre 1916 et 1918[1]

### Navires modernes ou gréement anciens encore existant
- Le Wind Surf (ex-Club Med 1) (1990), goélette à cinq-mâts.
- Le Club Med 2 (1992), goélette à cinq-mâts.
- Le Royal Clipper (2000), cinq-mâts carré.

### Navires disparus
Cinq-mâts barque :

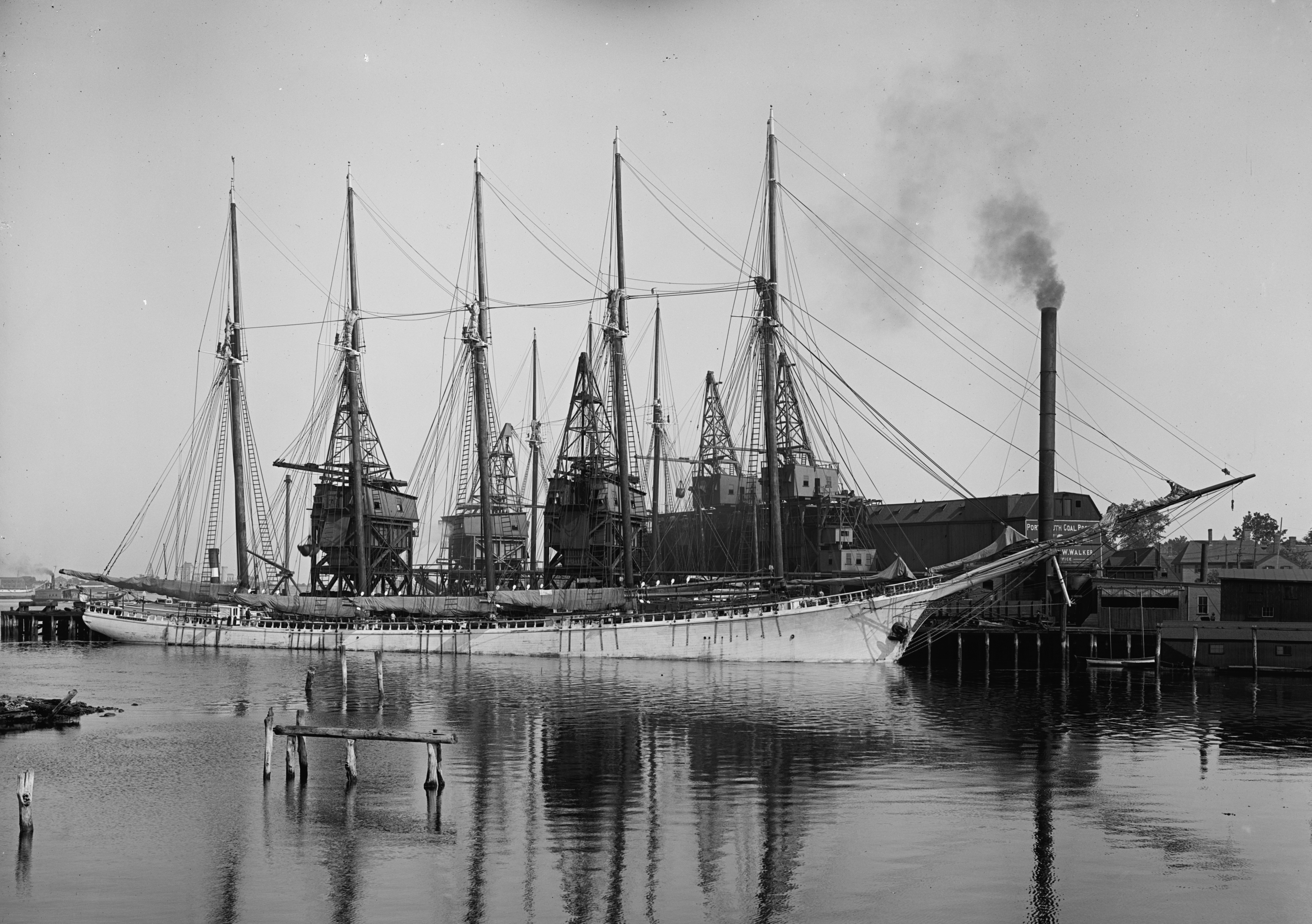
Paul Palmer

- Le France I (1890), cinq-mâts barque à coque acier. Abandonné en 1901 lors d'une tempête, il est devenu un bateau-fantôme.
- Le Maria Rickmers (de) (1891), cinq-mâts barque allemand.
- Le Flora (ex Potosi) (1895), cinq-mâts barque chilien qui sombra avec sa cargaison de charbon, en 1925, au large des côtes de la Patagonie.
- Le R.C. Rickmers (1906), cinq-mâts barque qui fut coulé, en 1917, par le sous-marin allemand U-66.
- Le France II (1913), cinq-mâts barque français. Il s'échoua sur le récif de Ouano en Nouvelle-Calédonie, le 11 juillet 1922, par temps calme. En 2006, l'épave de la coque métallique est toujours visible.
- Le Kobenhavn (1921), cinq-mâts barque à coque acier. Il disparut en mer le 21 décembre 1928.

Cinq-mâts carré :
- Le Preussen (1901), cinq-mâts carré allemand, navire marchand fut victime d'un abordage dans la Manche par un paquebot à vapeur en 1910. En voulant gagner Douvres pour réparer il s'échoua sur la côte à l'est de Douvres.

Cinq-mâts goélette :

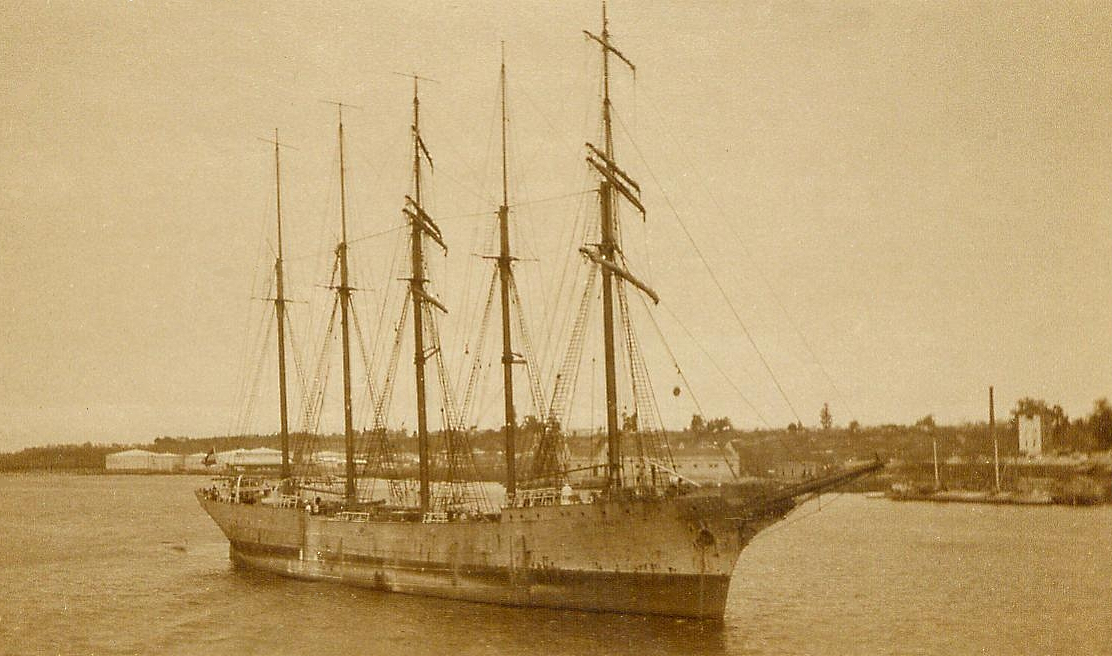
Carl Vinnen

- Le Star d'Écosse (ex Kenilworth- quatre mâts de 1887), regréé en cinq-mâts goélette en 1941. Il fut coulé par un sous-marin allemand en 1943.
- Le John B. Prescott 1898), cinq-mâts goélette franche américaine (2454 Tonneaux).
- Le MD Cressy (1899), cinq-mâts goélette en bois. Il coula en mer le 9 avril 1917.
- Le Helen W. Martin (1900), cinq-mâts goélette en bois. Il échoua sur la côte du Danemark le 14 janvier 1920.
- Le William C. Carnegie (1900), cinq-mâts goélette en bois. Il fut détruit à Long Island le 1er mai 1909.
- L’Oakley C. Curtis (1901), cinq-mâts goélette en bois. Il fut converti en chaland en juillet 1930.
- Le Martha petit p. (1901-1923), cinq-mâts goélette en bois.
- Le Cora F. Cressy (1902), cinq-mâts goélette en bois. Il fut coulé à Brême comme brise-lames.
- Le Paul Palmer (1902), cinq-mâts goélette en bois. Coule après incendie sur la côte du Nord-Est aux États-Unis en 1913.
- L’Elizabeth Palmer (1903), cinq-mâts goélette en bois. Après une collision avec le vapeur Washingtonian il coula en 1915 avec celui-ci.
- Le Maryland (ex Kineo) (1903).
- Le Grace A. Martin (1904), cinq-mâts goélette en bois. Il coula au large de Martinicus Rock (Maine) durant une tempête, le 14 janvier 1914.
- Le Davies Palmer (1905), cinq-mâts goélette en bois. Il fut détruit dans le port de Boston en 1909.
- Le Fannie Palmer II (1907), cinq-mâts goélette en bois. Il coula le 24 décembre 1916 à l'ouest de Gibraltar.
- Le Governor Brooks (1907), cinq-mâts goélette en bois. Il coula en 1921, au large de Montévidéo Uruguay.
- Le Fuller Palmer (1908), cinq-mâts goélette en bois. Il sombra en 1914.
- Le Carl Vinnen (1922), cinq-mâts goélette sur le Rio de la Plata - 1930/31.
- Le B. Edward Winslow (ex St Johns NF) (1918), cinq-mâts goélette en bois. Il coula aux Bermudes en 1928.
- Le  Joseph S. Zemen (1919), cinq-mâts goélette en bois. Il fit naufrage dans la baie de Penobscot (Maine) le 3 février 1922.